# Reckong Peo
Reckong Peo è un villaggio dell'India di 2.968 abitanti, capoluogo del distretto di Kinnaur, nello stato federato dell'Himachal Pradesh.

## Geografia fisica
Il villaggio è situato a 31° 53' 57 N e 77° 25' 09 E e ha un'altitudine di 2.670 m s.l.m..

## Società

### Evoluzione demografica
Al censimento del 2001 la popolazione di Reckong Peo assommava a 2.968 persone, delle quali 1.886 maschi e 1.082 femmine.